# Pterophylla camellifolia
Pterophylla camellifolia är en insektsart som först beskrevs av Fabricius 1775.  Pterophylla camellifolia ingår i släktet Pterophylla och familjen vårtbitare.

## Underarter
Arten delas in i följande underarter:
- P. c. camellifolia
- P. c. intermedia
- P. c. dentifera

## Bildgalleri

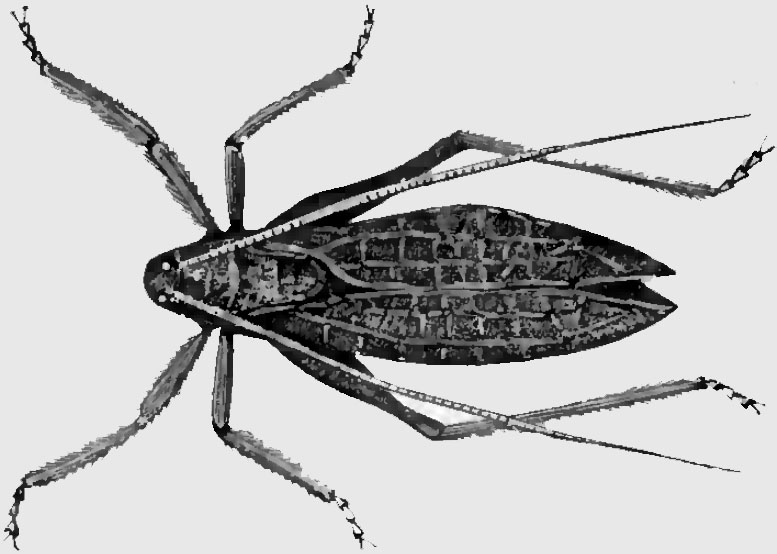
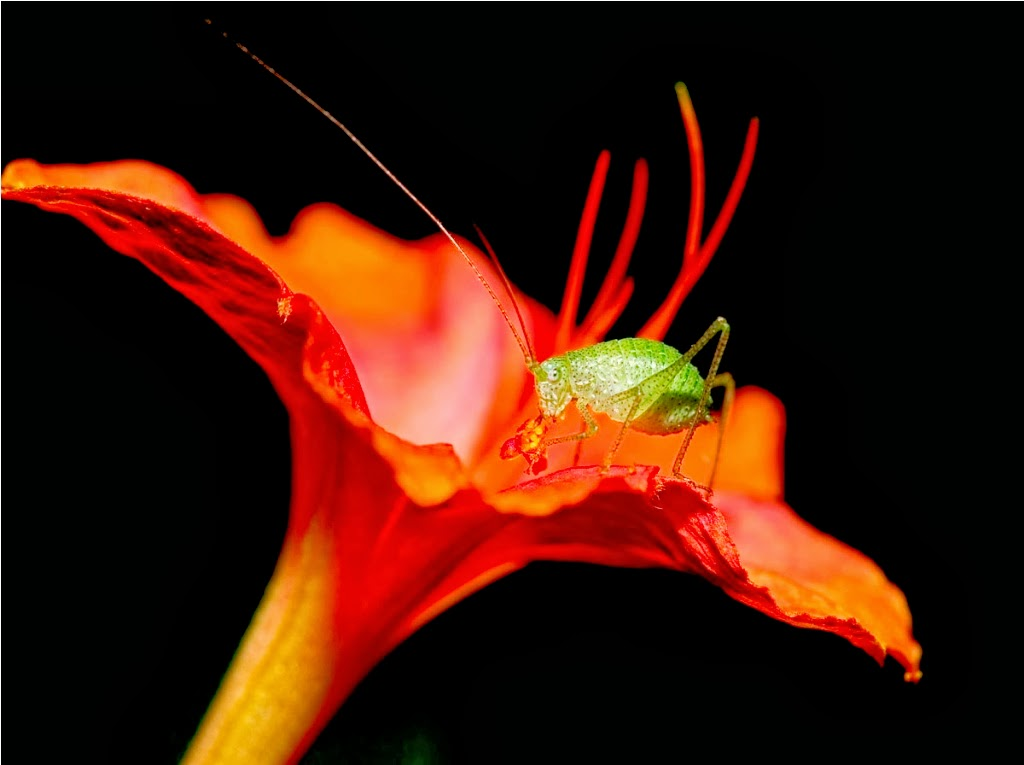